# Danielle Guéneau
Pour les articles homonymes, voir Guéneau.
Danielle Guéneau épouse Ménard (née le 21 août 1947 à Pornic) est une athlète française, spécialiste du sprint et des courses de haies.

## Biographie
Elle remporte trois titres de championne de France : sur 80 mètres haies en 1966 et 1967, et sur 100 m en 1964.
Elle améliore à six reprises le record de France du relais 4 × 100 mètres, en 1964, 1966 et 1967.
Elle participe aux Jeux olympiques de 1964, à Tokyo. Quart de finaliste sur 100 m, elle se classe huitième du relais 4 × 100 m.

### Palmarès
- Championnats de France d'athlétisme :
  - vainqueur du 80 m haies en 1966 et 1967.
  - vainqueur du 100 m en 1964

### Records
| Épreuve | Performance | Lieu | Date |
| ------- | ----------- | ---- | ---- |
| 100 m   | 11 s 7      |      | 1964 |